# Eilema subrosea
Eilema subrosea är en fjärilsart som beskrevs av Paul Mabille 1898. Eilema subrosea ingår i släktet Eilema och familjen björnspinnare. Inga underarter finns listade i Catalogue of Life.